# Eugenia biflora
Eugenia biflora là một loài thực vật có hoa trong Họ Đào kim nương. Loài này được (L.) DC. mô tả khoa học đầu tiên năm 1828.